# Fokker S.IX
De Fokker S.IX is een tweepersoons dubbeldekker trainingstoestel dat in de jaren 30 ontwikkeld werd voor de basisopleiding. De eerste vlucht vond plaats op 1 November 1937. Deze toestellen vervingen de Fokker S.IV-toestellen, die na vijftien jaar dienst niet meer volledig voldeden aan de vraag naar opleidingstoestellen.

## Historie
De productie van de toestellen voor de Nederlandse Luchtvaartafdeeling kende grote vertraging door de problemen met de licentiebouw van de motoren. Het was namelijk de bedoeling dat de bekende Kromhout motorenfabriek de Genet Major in licentie ging bouwen. De bouw kwam echter moeilijk van de grond. Uiteindelijk is de eerste serie van twintig vliegtuigen voor de LVA met geïmporteerde Genet Majors gebouwd en zou de tweede serie met bij Kromhout gebouwde motoren uitgerust worden. Door het uitbreken van de Tweede Wereldoorlog heeft dit echter geen voortgang gekregen.
Uiteindelijk zijn er twintig stuks geleverd, terwijl een vervolgorder van twintig stuks niet meer gebouwd kon worden vanwege het uitbreken van de oorlog.
Tevens was een order voor vijftien stuks ten behoeve van de opleiding bij de Marine Luchtvaartdienst in 1939 afgeleverd.